# Klara Hallik
Klara Hallik (bis 1960 Klara Pantelejewa; * 24. April 1933 in Wruda, Oblast Leningrad, Sowjetunion) ist eine estnische Politologin und ehemalige Politikerin.

## Sowjetunion
Klara Hallik schloss 1948 die Schule in Kaarepere (heute Kreis Jõgeva) ab. Anschließend studierte sie bis 1954 am Lehrer-Institut im südestnischen Tartu (Tartu Õpetajate Instituut). 1961 schloss sie ihre Hochschulausbildung am Tallinner Pädagogischen Institut (heute Universität Tallinn) ab.
1965 beendete Hallik ihre Aspirantur an der Gesellschaftswissenschaftlichen Akademie des Zentralkomitees der KPdSU (Академия общественных наук при ЦК КПСС) in Moskau. Im selben Jahr verteidigte sie ihre Promotion als Kandidatin der Geschichtswissenschaft.
Von 1952 bis 1955 arbeitete Hallik als Abteilungsleiterin beim Stadtkomitee der Leninistisch-Kommunistischen Jugendorganisation Estlands (Eestimaa Leninlik Kommunistlik Noorsooühing – ELKNÜ). Von 1955 bis 1962 war sie Sekretär des Zentralkomitees der ELKNÜ (Eestimaa Leninliku Kommunistliku Noorsooühingu Keskkomitee – ЦК Ленинского коммунистического союза молодежи Эстонии). 1983 wurde ihr die Auszeichnung einer verdienten Bildungsarbeiterin der Estnischen SSR verliehen.

## Unabhängiges Estland
In der Zeit der Auflösung der Sowjetunion und der Wiedererlangung der estnischen Unabhängigkeit widmete sich Klara Hallik vor allem politischen und soziologischen Fragen der verschiedenen Volksgruppen und nationalen Minderheiten.
Vom 16. April bis zum 21. Oktober 1992 war sie Ministerin ohne Geschäftsbereich in der Regierung des estnischen Ministerpräsidenten Tiit Vähi. Hallik war im Kabinett für Bevölkerungsfragen zuständig.

## Privatleben
Klara Hallik war mit dem estnischen Leichtathleten und Sportfunktionär Raymond Hallik (1928–2008) verheiratet.
Ihre Tochter Tiina Hallik (1966–1990) war 1988 Mitbegründerin der „Partei der nationalen Unabhängigkeit Estlands“ (Eesti Rahvusliku Sõltumatuse Partei), eine der ersten nichtkommunistischen Parteien der Sowjetunion, und Aktivistin gegen das KGB-Unrecht. Sie wurde am 26. August 1990 in Pirita nach einer Parteiveranstaltung gemeinsam mit zwei weiteren Parteifreunden mutmaßlich durch sowjetische Geheimdienstmitarbeiter ermordet. Die Tat konnte nie aufgeklärt werden.